# Beilinsonova nemocnice
Beilinsonova nemocnice nebo Nemocnice Beilinson (hebrejsky: בית חולים בילינסון, Bejt cholim Beilinson) je nemocnice v centru města Petach Tikva v Izraeli, která je součástí Rabinovy nemocnice.

## Geografie
Leží v nadmořské výšce cca 40 metrů v centrální části města Petach Tikva, cca 9 kilometrů od pobřeží Středozemního moře. Na severu ji míjí třída Derech Ze'ev Žabotinsky.

## Popis
Byla založena roku 1936, původně pod názvem Bejt cholim le-mošavot Jehuda ve-ha-Šaron). V roce 1942 nedaleko od ní vyrostla budova chirurgické kliniky nazývaná Beilinson B, která se později osamostatnila pod názvem Nemocnice ha-Šaron. V roce 1996 se obě nemocnice opět sloučily do Rabinova zdravotnického centra. Pojmenována byla podle Moše Beilinsona (1889–1936), jednoho z jejích zakladatelů.